# Qazanbatan
Qazanbatan (azerbajdzjanska: Otradnoye) är en ort i Azerbajdzjan.   Den ligger i distriktet Saatlı Rayonu, i den sydöstra delen av landet, 130 km väster om huvudstaden Baku. Antalet invånare är 1 011.
Terrängen runt Qazanbatan är mycket platt. Runt Qazanbatan är det ganska tätbefolkat, med 72 invånare per kvadratkilometer.. Närmaste större samhälle är Saatlı, 7,2 km väster om Qazanbatan.
Trakten runt Qazanbatan består till största delen av jordbruksmark.